# Ferdinand Runk

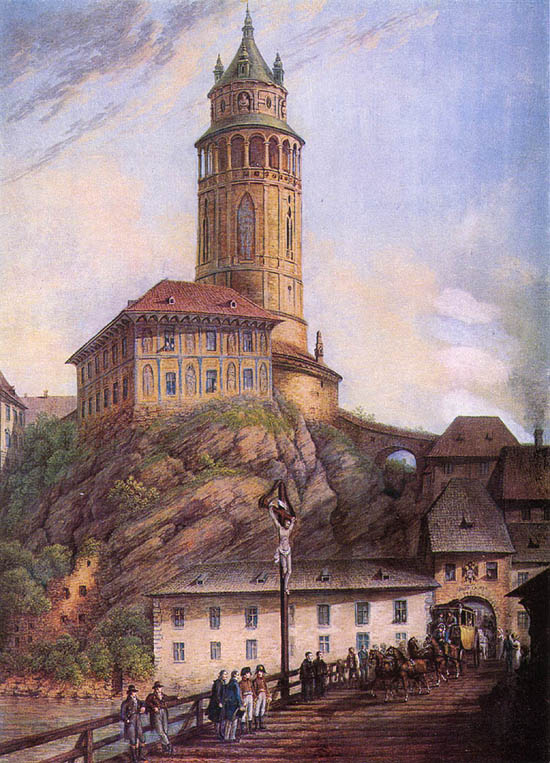
Český Krumlov s dostavníkem na Lazebnickém mostě, kvaš, po 1801

Franz Ferdinand Runk (14. října 1764 ve Freiburgu im Breisgau – 3. prosince 1834 ve Vídni ) byl německo-rakouský malíř, kreslíř a grafik. Pro české prostředí je významný tím, že léta působil ve službách Josefa II. ze Schwarzenbergu, ve kterých zhotovil řadu obrazů a grafik, které zpodobňují podobu Schwarzenberských panství a dalšách míst v Pošumaví.

## Život a dílo
Narodil se v rodině freiburského měšťana, mlynáře a pekaře Johannesa Runka a jeho první manželky Marie Agaty, rozené Hallerové, jako jeden z jejich sedmi potomků. Po smrti Marie Agaty se otec znovu oženil a z druhého manželství měl dalších pět dětí.

### Studia a první práce
V roce 1775 začal Ferdinand studovat na jezuitském gymnáziu ve Freiburgu. Školu ukončil pravděpodobně v roce 1781. Další konkrétní informace o jeho životě jsou až z roku 1787. V tomto roce se zapsal do třídy krajinářů na Vídeňské akademii užitých umění. Existují spekulace, že mezi lety 1781 a 1787 byl žákem některého z malířů a rytců, jako byli Peter Mayr ve Freiburgu, Josef Hermann nebo Simon Göser. Žádné toto působení ale není doloženo.
Od roku 1778 studoval na Akademii výtvarných umění ve Vídni u figuralisty Huberta Maurera, Friedricha Augusta a Johanna Christiana Branda, tito dva vyučovali kromě krajinomalby také grafické techniky. Ve Vídni žil Runk u svého bratra Franze Xavera, mistra lanařského. V době jeho studií docházelo k proměně názoru na krajinomalbu, vedle ateliérových kompozic se začala prosazovat malba "podle přírody". Protože v té době byli pocestní se skicáky podezřelí jako případní nepřátelští špióni, dostávali studenti Akademie zvláštní pasy, kterými se prokazovali u místních úřadů, aby mohli pracovat v krajině.
Nejstarší dochované Runkovy práce jsou dvě kresby olůvkem a perem z roku 1789, které zobrazují pohledy na domy na Štěpánském náměstí ve Vídni. Veduty jsou uloženy v grafické sbírce Albertiny.
V roce 1785, vybaven generálním pasem, podnikl cestu Štýrskem a Kraňskem. Z kreseb, které během cesty podnikl, vznikly dva soubory rytin, které byly vydány nakladateli F. X. Stöckelem a Josefem Edlerem. Další veduty rakouských krajin podle jeho kreseb v kolorovaných leptech prováděl vídeňský grafik Johann A. Ziegler (1749–1802), album vyšlo až roku 1810. Tato alba mu získala popularitu a první zákazníky. Hrabě Karel Zinzendorf u něho objednal dva pohledy na přístav Terst.

### Působení na Schwarzenberském dvoře
Brzy po ukončení akademie byl velmi úspěšný jako malíř - krajinář a grafik. Vedle olejomaleb se věnoval hlavně s technice kvaše a akvarelu. Své kresby prováděl technikami mědirytiny a leptu. Od roku 1795 pracoval pro rod Schwarzenbergů a pro Jana I.z Lichtenštejna. Pro své zákazníky procestoval Tyrolsko, Nizozemsko, Německo a Francii, kde vytvořil mnoho krajinomaleb. Jeho kresby a akvarely byly také reprodukovány v sérii alb.
Ve službách Josefa II ze Schwarzenbergu (1769–1833) knížete od roku 1798 doprovázel na cestách po panstvích schwarzenberské primogenitury. Od roku 1803 byl zaměstnán jako jeho knížecí dvorní malíř. Žil a pracoval především v Čechách, zejména v Českém Krumlově, ale i ve Štýrsku. V letech 1803 až 1810 byl učitelem kreslení dětí Josefa II. a jeho manželky Pavlíny, se kterou připravoval album vedut v grafické technice leptu.  Pavlína byla také Runkovou mecenáškou; po její tragické smrti v roce 1810 následovala v jeho díle téměř jednoletá pauza.
Pravděpodobně v roce 1801 začal Runk pracovat také pro arcivévodu Jana Habsbursko-Lotrinského, který byl v té době generálním ředitelem ženijních a pevnostních jednotek a ředitelem Vojenské inženýrské akademie ve Vídni. Vypracoval pro něj album krajin z Tyrolska, a podle kreseb vytvořil také velkoformátové lepty. Další konvolut vedut provedených v leptu, pochází ze Slovinska, z Julských Alp, Kraňska i z okolí Lublaně.

### Rodina a závěr života
V roce 1811 se Runk oženil se služkou Rosalií Zadlitzovou (*1789), se kterou měl dvě dcery. Později žil především v Rakousku, v posledních letech na schwarzenberském panství v Neuwaldeggu. Vdova Rosalie se po manželové smrti přestěhovala do Prahy, dožila se třiaosmdesáti let a zemřela 13. června 1872 na Malé Straně v domě čp. 300/III v Hellichově ulici.
Přes jeho velkou popularitu, byla jeho díla jen zřídka veřejně vystavována. Veřejnost se s nimi mohla seznámit na výstavách Akademie výtvarných umění v roce 1822 a velmi úspěšně i v roce 1824. Současná kritika jeho krajinomaleb píše o jeho dílech: „… na těchto originálních obrazech na plátně byly pomocí osvětlení a barvy velmi šťastně vyjádřeny měnící se tvary a vegetace, povrchu Země a vody stejně jako změny přírody.“
V posledních letech svého života se zabýval především restaurováním starých obrazů ze Schwarzenberské sbírky. Ferdinand Runk zemřel ve Vídni v roce 1834 a byl pohřben v Neuwaldeggu.

## Zastoupení ve sbírkách
- zámek Český Krumlov – více než 130 obrazů, které vznikly během služby ve Schwarzenberských službách sbírkách
- Grafická sbírka Akademie výtvarných umění a v Albertině ve Vídni.[9]
- Uměleckohistorické muzeum (Vídeň) – například olejomalba Glurnského údolí s hradem Etsch v Tyrolsku
- Slovinské národní muzeum Lublaň – veduty Slovinska a Julských Alp

## Galerie

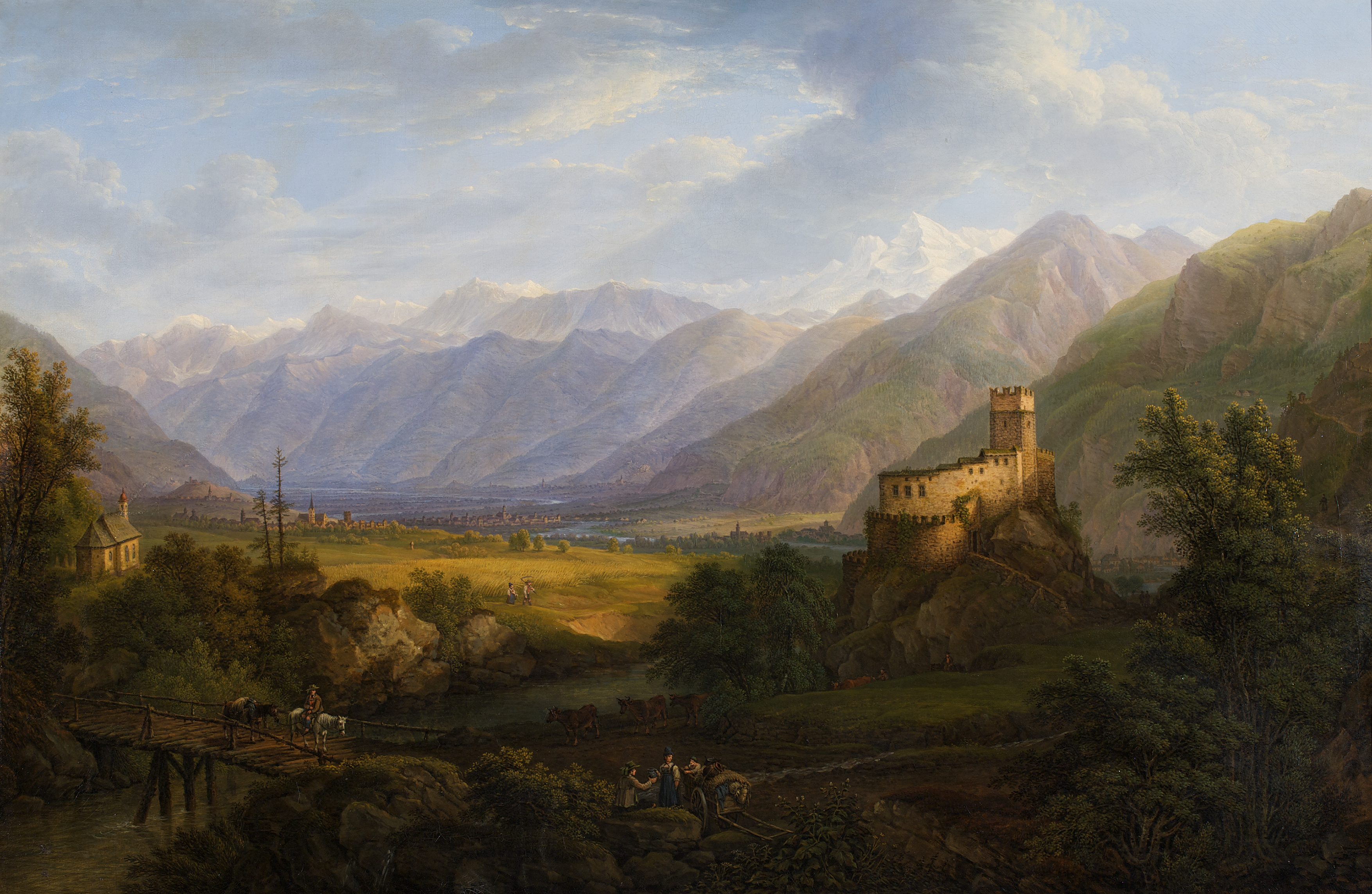
Glurnské údolí a hrad Etsch v Tyrolsku
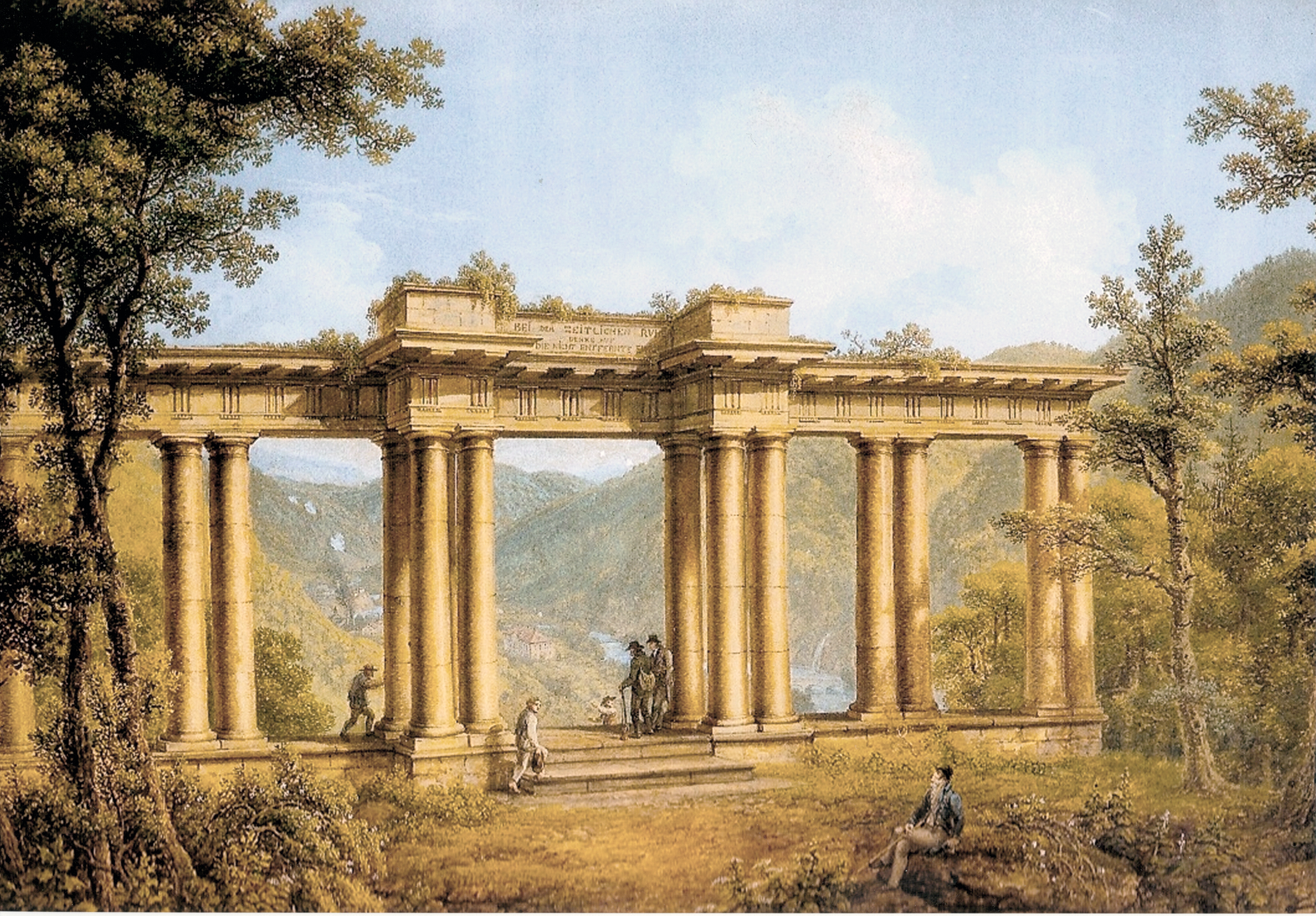
Kolonáda v Adamově (1815)
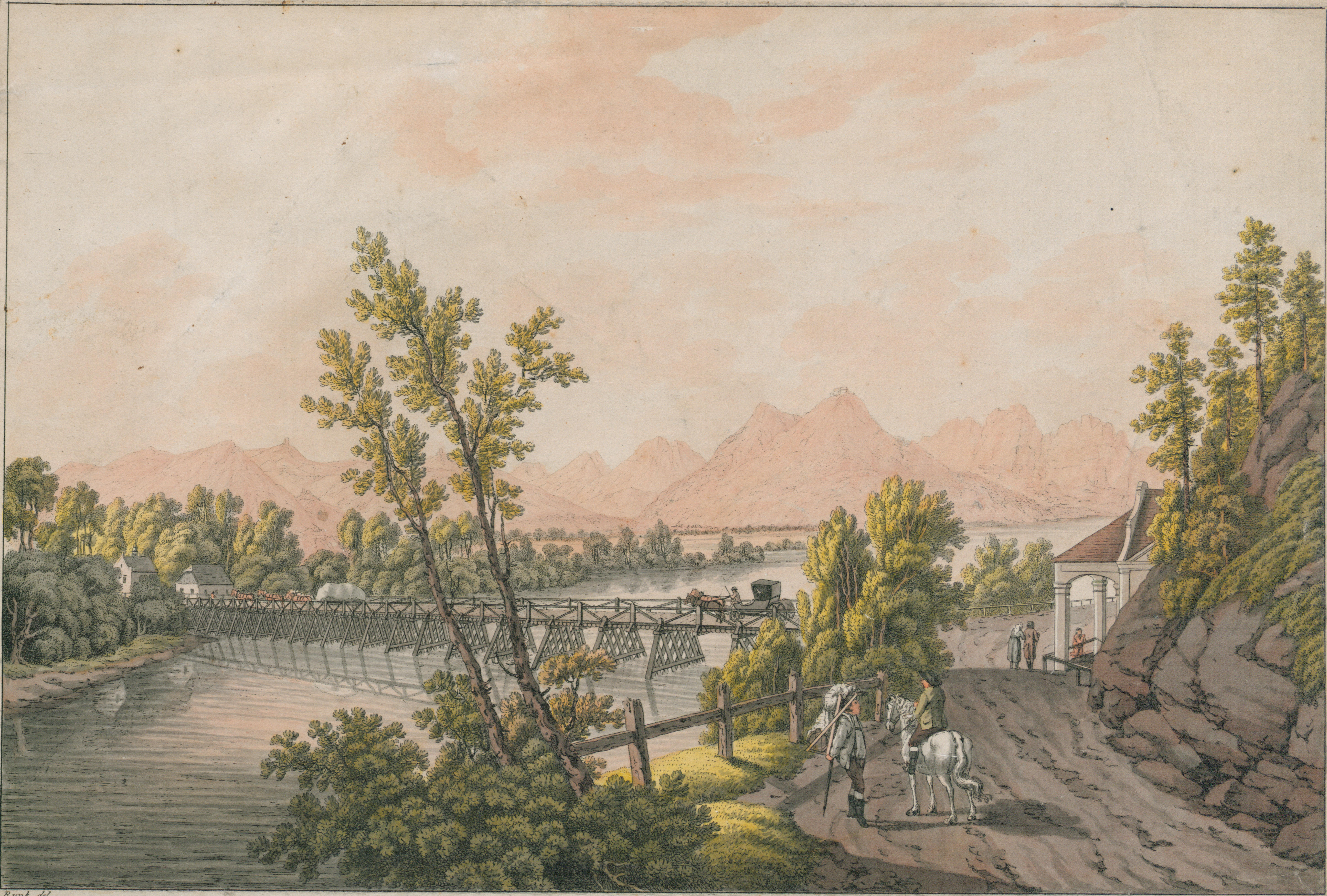
Most přes řeku Sávu, Črnuče u Lublaně (1815)
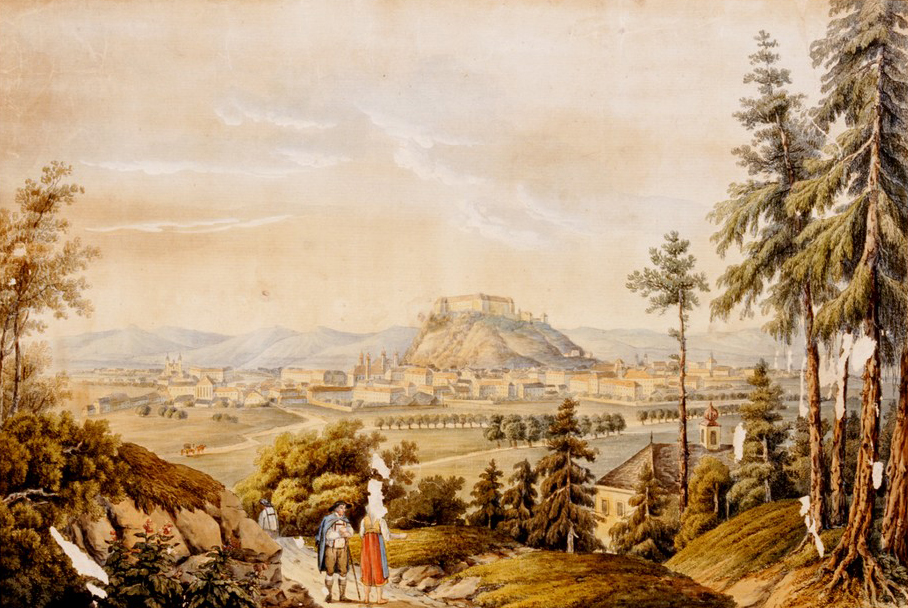
Veduta Lublaně
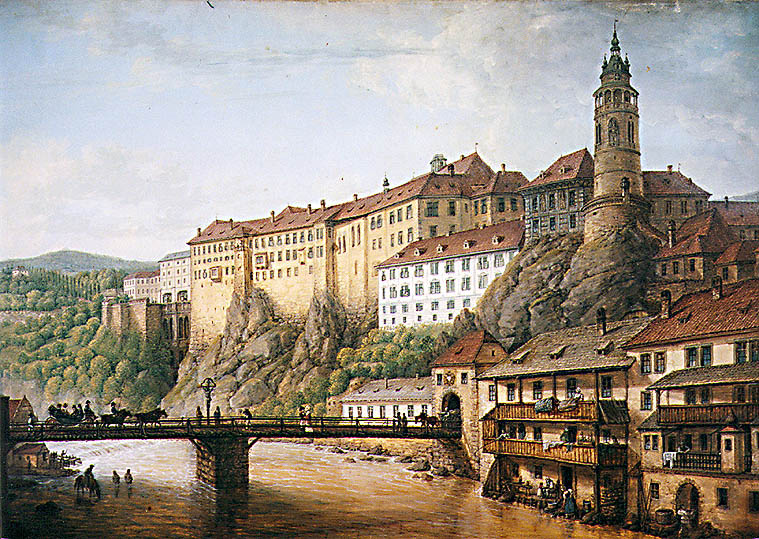
Panorama Českého Krumlova (1824)
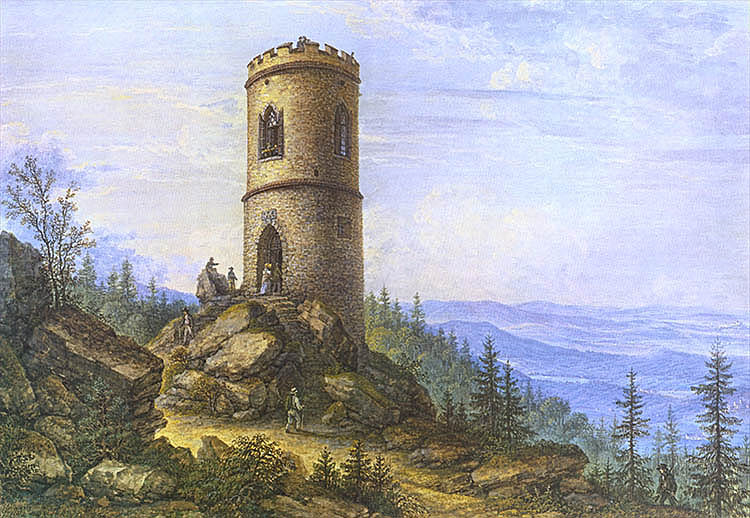
Rozhledna na Kleti (po 1825)

## Zajímavosti
Na návrh české astronomky Jany Tiché byla po Ferdinandovi Runkovi pojmenována planetka (4662) Runk. Runk je autorem panoramatického akvarelu, který zobrazuje výhled z hory Kleť (1087 m n. m.), kde se dnes nachází Kleťská hvězdárna, kde Jana Tichá působí.